# Necydalis shinborii
Necydalis shinborii is een keversoort uit de familie van de boktorren (Cerambycidae). De wetenschappelijke naam van de soort werd voor het eerst geldig gepubliceerd in 1996 door Takakuwa & Niisato.